# Мартиросов, Эдуард Георгиевич
Мартиросов Эдуард Георгиевич (5 января 1938, Москва — 2018, Москва) — ведущий специалист в области функциональной и спортивной антропологии. Фактически является основоположником спортивной антропологии как науки.

## Биографические вехи
Академик, действительный член РАЕН (2000); доктор биологических наук, профессор.
Работал во Всероссийском НИИ физической культуры.
Чл. Ассоциации антропологов мира по физической антропологии и Европейской ассоциации антропологов.
Заслуженный работник физической культуры РФ.
Лауреат Госкомитета РФ по физической культуре и спорту «За лучшие научные работы в области спортивной медицины и биологии».